# BMW・K1100
BMW・K1100は、BMW・K100の後継シリーズとして1992年から販売された、BMW製の排気量1093ccの自動二輪車である。
エンジンはK100RS-4Vを踏襲して拡大されている。トルク重視のセッティングで、100馬力/7500rpm、10.9kgm/5500rpm。アンチロックブレーキングシステムは標準装備となった。

## モデル一覧
- K1100LT（1991年発売） - K100LTから引き続く高級版ツーリングモデル。シリアルナンバーは6495501から始まる。
- K1100RS（1992年発売） - シリアルナンバーは0181070から始まる。